# Trestioara (okręg Gorj)
Trestioara – wieś w Rumunii, w okręgu Gorj, w gminie Drăgotești. W 2011 roku liczyła 544 mieszkańców.